# Сборная Уэльса по кёрлингу на колясках
Смешанная сборная Уэльса по кёрлингу на колясках — национальная сборная команда (в которую могут входить как мужчины, так и женщины), представляет Уэльс на международных соревнованиях по кёрлингу на колясках. Управляющей организацией выступает Ассоциация кёрлинга Уэльса (англ. Welsh Curling Association).

## Результаты выступлений

### Чемпионаты мира
| Год       | И              | В              | П              | Место          | Состав                                                                       |
| --------- | -------------- | -------------- | -------------- | -------------- | ---------------------------------------------------------------------------- |
| 2002      | не участвовали | не участвовали | не участвовали | не участвовали | не участвовали                                                               |
| 2004      | 6              | 0              | 6              | 13             | Mike Preston (скип), Ian Jones, Clark Shiels, Marion Harrison                |
| 2005      | 8              | 3              | 5              | 11             | Mike Preston (скип), Clark Shiels, Ian Jones, Marion Harrison, Peter Knapper |
| 2007-2015 | не участвовали | не участвовали | не участвовали | не участвовали | не участвовали                                                               |

(данные отсюда:)

### Квалификационные турниры на чемпионаты мира
| Год     | И | В | П | Место | Состав                                                                             |
| ------- | - | - | - | ----- | ---------------------------------------------------------------------------------- |
| 2006/07 | 8 | 2 | 6 | 9     | Mike Preston (скип), Clark Shiels, Peter Knapper, Marion Harrison, Allan Young     |
| 2008/09 | 9 | 2 | 7 | 9     | Mike Preston (скип), William Bell, Allan Young, Marion Harrison, Valerie Prydderch |

(данные отсюда:)